# Marcelo Marques
Marcelo Marques (Gravataí, Rio Grande do Sul), é um empresário brasileiro conhecido por ser o fundador e presidente do Grupo Marquespan, considerado o maior fabricante de pão francês do mundo, e por adquirir os direitos de gestão da Arena do Grêmio em 2025, com o objetivo de doá-la ao clube.

## Biografia e carreira
Marcelo Marques nasceu em Gravataí, no Rio Grande do Sul. Em 1999, fundou o Grupo Marquespan junto com seu irmão Claudiomar Marques, começando como um pequeno negócio no quintal da casa dos pais. A empresa, especializada na produção de pães, expandiu-se rapidamente. Em 2009, abriu o primeiro centro de distribuição fora do Rio Grande do Sul, em Tatuí, São Paulo, e em 2013, estabeleceu uma segunda fábrica na mesma cidade. Atualmente, a Marquespan possui nove fábricas localizadas no Rio Grande do Sul, São Paulo, Paraná, Minas Gerais e Mato Grosso, com capacidade de produção de aproximadamente 20 milhões de pães por dia. A empresa é reconhecida como a maior fabricante de pão francês (conhecido como cacetinho no Rio Grande do Sul) do mundo, contando com mais de 5 mil funcionários, uma frota de cerca de 600 caminhões e mais de 20 mil clientes ativos.
Torcedor declarado do Grêmio Foot-Ball Porto Alegrense, Marcelo Marques é fundador do movimento "O Grêmio é Nosso", que se opõe à adoção de uma Sociedade Anônima do Futebol (SAF) no clube. Em entrevista ao jornal Zero Hora, ele afirmou: "Não quero que vire SAF de jeito nenhum. Seria um dia muito triste para mim, porque eu quero que o Grêmio seja sempre do torcedor". Em 2023, contribuiu financeiramente para a contratação do atacante Luis Suárez, ajudando a custear parte dos salários do jogador. No ano de 2025, ao anunciar sua pré-candidatura à presidência do Grêmio para o triênio 2026-2028, retirou o patrocínio de sua empresa ao Internacional. As eleições estão previstas para ocorrer entre setembro e novembro de 2025.
Em 11 de julho de 2025, Marcelo Marques anunciou a aquisição dos direitos de gestão da Arena do Grêmio por R$ 130 milhões, em um acordo com a Revee e a Arena Porto-Alegrense S.A., empresa criada pela construtora OAS (atualmente denominada Metha) para administrar o estádio. O negócio incluiu o pagamento de R$ 80 milhões à Revee, que detinha dois terços da dívida da construção do estádio, e R$ 50 milhões à Arena, divididos em nove parcelas. Marques comprometeu-se a doar a gestão ao clube sem contrapartidas, descrevendo a iniciativa como "um gesto de amor, um gesto de torcedor para torcedor". A transição deve ser concluída até dezembro de 2025, com o Grêmio assumindo o controle total em 2026. Essa aquisição resolve um impasse que durava desde a inauguração da Arena em 2012, permitindo ao clube eliminar o pagamento anual de R$ 20,5 milhões à gestora anterior e aumentar suas receitas em R$ 50 a R$ 100 milhões por ano, com maior autonomia sobre bilheteria, manutenção do gramado e eventos.